# NKイェディンストヴォ・ビハチ
NKイェディンストヴォ・ビハチ（NK Jedinstvo Bihać）は、ボスニア・ヘルツェゴビナのボスニア・ヘルツェゴビナ連邦ウナ＝サナ県ビハチをホームタウンとするサッカークラブである。

## 歴史
1919年に創設された。
1967-68シーズンに成功を収めてユーゴスラビア・ドルガ・リーガに昇格、その後、約20年に渡って昇格と降格を繰り返した。
1995年にプルヴァ・リーガBiHに昇格した。1999年に初の欧州カップ戦となったUEFAインタートトカップ 1999に参加、1回戦でGÍゲタに勝利したが、2回戦でチェアラゥル・ピアトラ・ネアムツに敗れた。1999-2000シーズンにボシュニャク系のクラブのみが参加したプルヴァ・リーガBiHで優勝したが、プルヴァ・リーガ・ヘルツェグ＝ボスネのチームも参加したプレーオフで敗退して欧州カップ戦への出場を逃した。1999-2000シーズンの中断期間にはイタリアで開催されたウィンターカップ1999に参加、優勝したステアウア・ブカレスト、2位のザグウェンビェ・ルビンに次ぐ3位の成績を残した。
2003年にプルヴァ・リーガFBiHに降格して2シーズンを過ごした後、2005年にプレミイェル・リーガに昇格した。2008年にNKジェプチェと共にプレミイェル・リーガから降格した。
2013-14シーズンは首位のスロボダ・トゥズラと勝ち点差2で最終第30節を迎えた。イェディンストヴォ・ビハチはイスクラ・ブゴイノに4-0で勝利したが、スロボダ・トゥズラもイグマン・コニツに3-0で勝利したため、勝ち点で上回ることはできず、プレミイェル・リーガ昇格を逃した。

## 獲得タイトル
- プルヴァ・リーガBiH：1回
  - 1999-2000
- プルヴァ・リーガFBiH：1回
  - 2004-05

## 欧州の成績
| シーズン | 大会                        | ラウンド | 対戦相手                         | ホーム | アウェー | 合計 |  |
| -------- | --------------------------- | -------- | -------------------------------- | ------ | -------- | ---- |  |
| 1999     | UEFAインタートトカップ 1999 | 1回戦    | GÍゲタ                           | 3-0    | 0-1      | 3-1  |  |
| 1999     | UEFAインタートトカップ 1999 | 2回戦    | チェアラゥル・ピアトラ・ネアムツ | 1-3    | 1-2      | 2-5  |  |